# Karl Stangl (Mediziner)
Karl Stangl (geboren am 2. März 1956 in Regensburg) ist ein deutscher Kardiologe, Professor und Direktor der Medizinischen Klinik für Kardiologie und Angiologie am Deutsche Herzzentrum der Charité (DHZC).

## Beruflicher Werdegang
Stangl studierte von 1975 bis 1981 Humanmedizin an der Universität Regensburg sowie an der TU München. 1982 promovierte er mit Auszeichnung an der TU München zum Dr. med. 1983 begann er seine klinische Laufbahn am Universitätsklinikum rechts der Isar in München zuerst an der Klinik für Anästhesiologie und Intensivmedizin, 1984 wechselte er in die Innere Medizin/Kardiologie zu Hans Blömer. Die Facharzt- und Gebietsbezeichnungen erwarb er für Innere Medizin 1990, für Kardiologie 1992 und für Internistische Intensivmedizin 1997. 1990 habilitierte er an der TU München im Fach Innere Medizin. 1992 wurde er leitender Oberarzt an der Charité Universitätsmedizin Berlin. 2006 wurde er zum Universitätsprofessor berufen. Seit 2016 ist er Direktor der Medizinischen Klinik mit Schwerpunkt Kardiologie und Angiologie sowie ärztlicher Leiter des TAVI-Zentrums an der Charité-Universitätsmedizin Berlin.
Karl Stangl ist mit Verena Stangl verheiratet.

## Wissenschaftlicher Beitrag
Die Schwerpunkte seiner Forschung waren in den ersten Jahren die Nutzung von Biosignalen in der Steuerung frequenzadaptiver Herzschrittmacher und von Defibrillatoren. An der Charité fokussierte er auf die Rolle des zellulären Proteinabbausystems (Ubiquitin-Proteasom-System) bei kardiovaskulären Erkrankungen sowie auf genetische Varianten (Polymorphismen) bei koronarer Herzkrankheit. Klinisch experimentelle Studien umfassten Herzinsuffizienz und katheterinterventionelle Therapien von Herzklappenerkrankungen.
Stangl schrieb mehr als 300 wissenschaftliche Beiträge in nationalen wie internationalen Fachpublikationen, er hat zwei Bücher editiert und hält (Stand 2021) 14 Patente.

## Auszeichnungen
- 1982 Wissenschaftspreis der TU München für die Promotionsarbeit[11]
- 2016 Ehrendoktorwürde der Medizinischen Fakultät der Universität Varna, Bulgarien[12]

## Mitgliedschaften
Stangl ist Mitglied in mehreren wissenschaftlichen Vereinigungen, unter anderem in der Deutschen Gesellschaft für Kardiologie – Herz- und Kreislaufforschung (DGK) und der European Society of Cardiology.

## Publikationen

### Bücher
- S. Serge Barold, K. Stangl: Rate Adaptive Cardiac Pacing. Springer Berlin Heidelberg, Berlin, Heidelberg 1993, ISBN 978-3-642-76649-7
- Karl Stangl, Hubertus Heuer, Alexander Wirtzfeld: Frequenzadaptive Herzschrittmacher. Physiologie, Technologie, klinische Ergebnisse. Heidelberg 1990, ISBN 978-3-642-85388-3

### Fachzeitschriften (Auswahl)
- K. Stangl, A. Wirtzfeld, R. Heinze, M. Laule: First Clinical Experience with an Oxygen Saturation Controlled Pacemaker in Man. In: Pacing and Clinical Electrophysiology. Band 11, Nr. 11, November 1988, ISSN 0147-8389, S. 1882–1887, doi:10.1111/j.1540-8159.1988.tb06324
- Michael Laule, Ingolf Cascorbi, Verena Stangl, Claudia Bielecke, Klaus D Wernecke, Przemyslaw M Mrozikiewicz, Stephan B Felix, Ivar Roots, Gert Baumann, Karl Stangl: A1/A2 polymorphism of glycoprotein IIIa and association with excess procedural risk for coronary catheter interventions: a case-controlled study. In: The Lancet. Band 353, Nr. 9154, Februar 1999, S. 708–712, doi:10.1016/S0140-6736(98)07257-2
- Christian Meisel, Vahid Afshar-Kharghan, Ingolf Cascorbi, Michael Laule, Verena Stangl, Stefan B. Felix, Gert Baumann, Jose´ A. Lopez, Ivar Roots, Karl Stangl: Role of Kozak sequence polymorphism of platelet glycoprotein Ibα as a risk factor for coronary artery disease and catheter interventions. In: Journal of the American College of Cardiology. Band 38, Nr. 4, Oktober 2001, S. 1023–1027, doi:10.1016/S0735-1097(01)01475-9
- Silke Meiners, Michael Laule, Wim Rother, Christoph Guenther, Ines Prauka, Peter Muschick, Gert Baumann, Peter-Michael Kloetzel, Karl Stangl: Ubiquitin-Proteasome Pathway as a New Target for the Prevention of Restenosis. In: Circulation. Band 105, Nr. 4, 29. Januar 2002, ISSN 0009-7322, S. 483–489, doi:10.1161/hc0402.102951
- Jingyi Hui, Karl Stangl, William S. Lane, Albrecht Bindereif: HnRNP L stimulates splicing of the eNOS gene by binding to variable-length CA repeats. In: Nature Structural Biology. Band 10, Nr. 1, Januar 2003, ISSN 1545-9985, S. 33–37, doi:10.1038/nsb875
- Verena Stangl, Mario Lorenz, Silke Meiners, Antje Ludwig, Cornelia Bartsch, Minoo Moobed, Angelika Vietzke, Hans-Tilmann Kinkel, Gert Baumann, Karl Stangl: Long‐term up‐regulation of eNOS and improvement of endothelial function by inhibition of the ubiquitin–proteasome pathway. In: The FASEB Journal. Band 18, Nr. 2, Februar 2004, ISSN 0892-6638, S. 272–279, doi:10.1096/fj.03-0054com
- K. Stangl, V. Stangl: The ubiquitin-proteasome pathway and endothelial (dys)function. In: Cardiovascular Research. Band 85, Nr. 2, 15. Januar 2010, ISSN 0008-6363, S. 281–290, doi:10.1093/cvr/cvp315
- Friedrich Koehler, Kerstin Koehler, Oliver Deckwart, Sandra Prescher, Karl Wegscheider, Bridget-Anne Kirwan, Sebastian Winkler, Eik Vettorazzi, Leonhard Bruch, Michael Oeff, Christian Zugck, Gesine Doerr, Herbert Naegele, Stefan Störk, Christian Butter, Udo Sechtem, Christiane Angermann, Guntram Gola, Roland Prondzinsky, Frank Edelmann, Sebastian Spethmann, Sebastian M Schellong, P Christian Schulze, Johann Bauersachs, Brunhilde Wellge, Christoph Schoebel, Milos Tajsic, Henryk Dreger, Stefan D Anker, Karl Stangl: Efficacy of telemedical interventional management in patients with heart failure (TIM-HF2): a randomised, controlled, parallel-group, unmasked trial. In: The Lancet. Band 392, Nr. 10152, September 2018, S. 1047–1057, doi:10.1016/S0140-6736(18)31880-4
- Michael Laule, Isabel Mattig, Christoph Schöbel, Fabian Knebel, Alexander Lauten, Alexander Lembcke, Martin Thoenes, Herko Grubitzsch, Karl Stangl, Henryk Dreger: Inferior Caval Valve Implantation Versus Optimal Medical Therapy for Severe Tricuspid Regurgitation. In: Journal of the American College of Cardiology. Band 74, Nr. 3, Juli 2019, S. 473–475, doi:10.1016/j.jacc.2019.05.019